# フランツ・エッケルト
フランツ・エッケルト（ドイツ語: Franz Eckert、1852年4月5日 - 1916年8月6日）は、プロイセンの軍楽家。19世紀後半から20世紀初頭にかけて、日本や朝鮮半島で活動した。「君が代」に和声を付けたことや、「大韓帝国愛国歌」を作曲したことで知られる。

## 生涯
プロイセン王国ニーダーシュレージエン地方のグラッツ伯領・ノイローデ（現在のポーランド、ドルヌィ・シロンスク県ノヴァ・ルダ）でドイツ語を母語とするカトリックの家系に生まれ、ブレスラウの聖マチア・カレッジからドレスデンの音楽アカデミーに進み、修了後にヴィルヘルムスハーフェン海軍楽隊でオーボエ奏者のち海軍軍楽隊隊長に任命。
1879年、エッケルト27歳のときに、日本で音楽教師として奉職することを任ぜられた。同年2月9日にマルセイユを出港するフランス郵船ボルガ号に乗船し、同年3月29日に横浜港に到着。1880年、奥好義・林廣守作曲、林廣守撰定の「君が代」に伴奏、和声を付けた。以後、日本を離れるまで、海軍省横須賀鎮守府所属軍楽隊（1879年3月 - 1889年3月、1897年4月 - 1899年3月）、音楽取調掛（管弦楽、楽典、和声、1883年2月 - 1886年3月）、宮内省式部職（吹奏楽、管弦楽、1887年4月 - 1899年3月）、陸軍戸山学校（1890年4月 - 1894年3月）、近衛軍楽隊（1891年8月 - 1892年7月）その他、洋楽教育機関のほとんどすべてにかかわった。1897年1月、英照皇太后の大喪の礼のために『哀の極』（かなしみのきわみ）を作曲した。
海軍は明治初年の創設以来英国式の軍制を採って来たが、音楽に関しては、当初のジョン・ウィリアム・フェントンによる英国軍楽隊方式から、エッケルトの着任以来、ドイツ式の理論や教育が浸透した。一方、陸軍では軍制がドイツ式になった後も、軍楽（ダグロン、ルルー等）と騎兵隊（秋山好古）だけは変わらずフランス式の教育が行われていたことが知られている。
1899年4月19日、横浜出港ハンブルク行のドイツ船籍サヴォイア号で離日する。帰国後、1900年にベルリンでプロイセン王国陸軍軍楽隊長に就任した。故郷では温泉保養地のオーケストラなどの仕事しか得られなかったため再びアジアでの活動を希望して1901年2月19日に朝鮮半島に渡り、李王朝の宮廷音楽教師となり、大韓帝国の軍楽隊の基礎を築いた。西洋音楽学習希望者を訓練して半年余りで楽隊を育て上げ、同年9月9日の大韓帝国皇帝高宗の誕生日を祝う軍楽隊の初めての演奏会で2曲を演奏した。日韓併合後に軍楽隊は掌礼院音楽隊と改称され予算を縮小されたが、1910年に韓国王室と追加契約を締結し、民間の援助を受けながら楽隊の活動を続けた。1914年に始まった第一次世界大戦ではドイツ人であったため敵性外国人として活動を制限された。1916年初頭に健康上の理由で引退し、同年8月6日に京城（現ソウル）会賢洞の自宅で胃癌のために客死した。墓所はソウル外国人墓地公園。

学生時代の専攻と故郷での最初の仕事はオーボエであったとされるが、日本では公式の演奏会ではオーボエ演奏の記録はなく、ヴァイオリン、ヴィオラ、フルートなどを演奏した記録だけが残っている。私的な場では2回ほどの記録が、ヘルマン・ゴチェフスキ等の研究で確認されているが、指導の面でも日本人オーボエ奏者を育てたという目立った記録はない。その経緯については、エッケルトが旧式のドイツ型楽器で教育を受けており、既にフランスから新型（コンセルヴァトワール式）楽器を導入していた陸軍の優勢により、オーボエ自体に対しての姿勢が消極的になっていたのではないかとする研究もある（下記・参考文献：成澤良一『オーボエが日本にやってきた！－幕末から現代へ、管楽器の現場から見える西洋音楽受容歴史』などに詳述）。

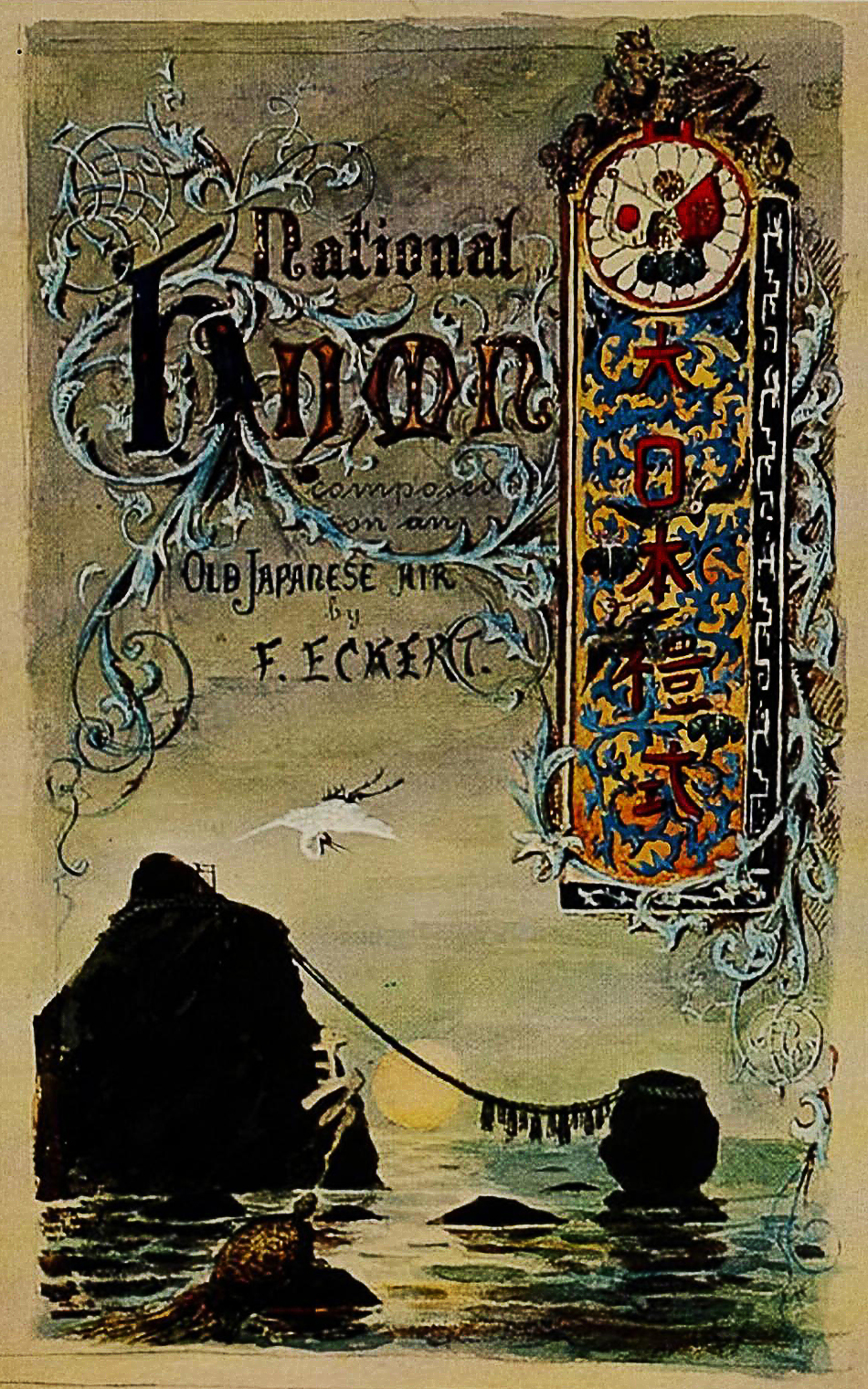
「君が代」の譜面の表紙、クルト・ネットー作（1880年）

### 作曲
- ウミユカバ（1880年）
- 日本の歌による幻想曲（1882年以前）
- 東京記念行進曲（1882年）
- 若者が一本の薔薇の立っているのを見た（吹奏楽間奏曲、1887年以前）
- 歩兵分列行進曲（1888年以前）
- 奇人音楽劇（1893年以前）
- 旅順陥落記念行進曲（吹奏楽、1895年）
- 奉祝徐行進曲（1896年以前）
- 哀の極（吹奏楽、1897年）
- 膠州湾行進曲（ピアノまたは吹奏楽、1899年推定）
- 韓国風パレード行進曲 Koreanischer Präsentiermarsch （1901年以前）
- 大韓帝国愛国歌（吹奏楽、閔泳煥 詞、1901年）
- カドリール
- 祝典カドリール
- 博覧会マーチ
- 第三ランサーズ
- ランシヱー Lanciers （吹奏楽）

### 編曲
- 日本の歌（1879年）[6]
  1. 幼稚園唱歌『冬燕居』（ふゆのまどい、東儀季煕 作曲、歌、ヴァイオリン、ヴィオラ、オーボエ、flauto grande、petit tambour）
  2. 端唄『春雨』（歌、三味線）
- 君が代（吹奏楽、1880年）
- 箏合奏曲（2面または3面の箏、1883年頃）
- 大日本礼式（君が代の編曲、吹奏楽、1888年）
- 日本民謡（ピアノ、1888年）
- 独逸愛国歌集（接続雑曲、吹奏楽）
- 英国国風歌集（吹奏楽、1890年以前）
- 朝鮮語讃美歌（1902年）

## 栄典
- 1883年（明治16年）12月28日 - 勲六等単光旭日章[7]
- 1899年（明治32年）9月6日 - 勲五等双光旭日章[3][8]
- 1902年12月 - 第三等太極勲章（大韓帝国）[9][8]